# Elmswell
Elmswell – wieś w Anglii, w hrabstwie Suffolk, w dystrykcie Mid Suffolk. Leży 26 km na północny zachód od miasta Ipswich i 108 km na północny wschód od Londynu. W 2015 miejscowość liczyła 4031 mieszkańców. Elmswell jest wspomniana w Domesday Book (1086) jako Elmeswella.